# Cantón de Fleury-sur-Andelle
El cantón de Fleury-sur-Andelle era una división administrativa francesa, que estaba situada en el departamento de Eure y la región de Alta Normandía.

## Composición
El cantón estaba formado por veintidós comunas:
- Amfreville-les-Champs
- Amfreville-sous-les-Monts
- Bacqueville
- Bourg-Beaudouin
- Charleval
- Douville-sur-Andelle
- Écouis
- Fleury-sur-Andelle
- Flipou
- Gaillardbois-Cressenville
- Grainville
- Houville-en-Vexin
- Letteguives
- Ménesqueville
- Mesnil-Verclives
- Perriers-sur-Andelle
- Perruel
- Pont-Saint-Pierre
- Radepont
- Renneville
- Romilly-sur-Andelle
- Vandrimare

## Supresión del cantón de Fleury-sur-Andelle
En aplicación del Decreto n.º 2014-241 de 25 de febrero de 2014, el cantón de Fleury-sur-Andelle fue suprimido el 22 de marzo de 2015 y sus 22 comunas pasaron a formar parte; diecinueve del nuevo cantón de Romilly-sur-Andelle, dos del nuevo cantón de Les Andelys y una del nuevo cantón de Val-de-Reuil.